# NGC 4660
NGC 4660 (други обозначения – UGC 7914, MCG 2-33-6, ZWG 71.23, VCC 2000, PGC 42917) е елиптична галактика (E) в съзвездието Дева.
Обектът присъства в оригиналната редакция на „Нов общ каталог“.